# Francesc Milans del Bosch i Arquer
Francesc Milans del Bosch i Arquer (Sant Vicenç de Montalt, 28 de febrer de 1769 - 2 de desembre de 1834) fou un militar català, fill de Ramon Arquer i Romà i Rafaela Milans del Bosch i Pagès.
Pertanyia a una família de pagesos acomodats, va ingressar a l'exèrcit espanyol. Durant la Guerra Gran (1793) acompanyà al general Antonio Ricardos en la campanya del Rosselló i assolí el grau d'alferes. El 1794 fou ferit en el contraatac francès a Sant Llorenç de la Muga i el 1796 assolí el grau de tinent.
Durant la guerra del Francès es posà de part de la Junta Superior de Govern del Principat de Catalunya fou comandant dels miquelets amb Joan Pau Clarós durant el bloqueig de Barcelona (1808). Fou derrotat pels francesos a Sant Jeroni de la Murtra i Llinars del Vallès, i destacà en la defensa del territori del Maresme i de Sabadell (1810). També va atacar les tropes de Guillaume Philibert Duhesme quan atacaren Girona. Pels seus mèrits assolí el grau de general.
Destacà també com a gran defensor dels principis liberals i la Constitució de 1812. Després que Ferran VII fes executar als seus antics companys Juan Díaz Porlier (1815) i Francisco Javier Mina (1817), va organitzar un cop d'estat liberal i s'alçà en armes a Catalunya amb el general Lacy, però va fracassar. Lacy fou executat i Milans del Bosch hagué d'exiliar-se a França. Va tornar a Catalunya quan s'imposà el Trienni liberal, però quan tornà a imposar-se l'absolutisme amb l'arribada dels Cent Mil Fills de Sant Lluís hagué d'exiliar-se una altra vegada. El 1830 tornà a intentar enderrocar Ferran VII fent una nova incursió militar a l'Empordà. Va morir a la seva masia pairal. Fou un dels primers membres coneguts de la maçoneria a Barcelona.
Es casà dues vegades, la primera amb Maria Manuela Pujol i Antentas, i la segona amb Francesca Mauri i Comas. Un dels seus fills, Llorenç Milans del Bosch i Mauri, militar com ell, lluità a la Primera Guerra Carlina i s'alçà amb Joan Prim i Prats contra Espartero.